# シナゴーグ

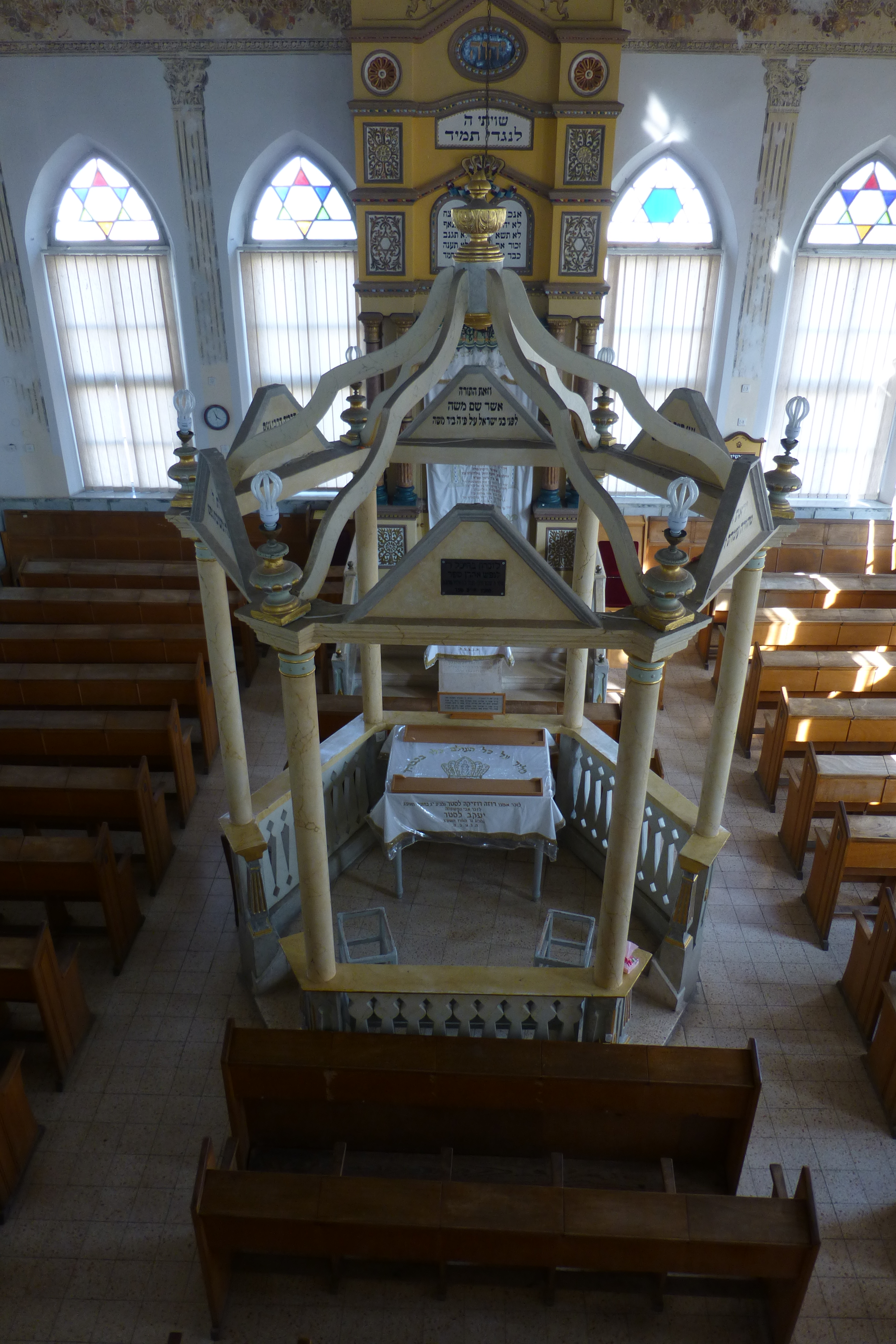
シナゴーグ

シナゴーグ（ヘブライ語: בית כנסת、イディッシュ語: שול、英: synagogue、独: Synagoge、蘭: synagoge、ハンガリー語: zsinagóga）は、ユダヤ教の会堂のことである。ギリシャ語のシュナゴゲー（集会所）に由来する。
聖書には「会堂」の名で登場し、ユダヤ教会と俗称されることもある。
キリスト教の教会の前身であるが、役割はやや異なる。

## 概要
元々は聖書の朗読と解説を行う集会所であった。
現在では、祈りの場であると同時に、各地のディアスポラのユダヤ人の礼拝や結婚、教育の場となり、また文化行事などを行うコミュニティーの中心的存在ともなっている。
エルサレム神殿破壊後はユダヤ教の宗教生活の中心となる。
ディアスポラ民族主義者や改革派は「神殿」という言葉を用いることがあるが、正統派の中には、こういった「擬似神殿」の敷居を跨ぐことを拒否するものもいる。
ディアスポラの地では改革派から超正統派までディアスポラの立場を取る者たちなどによって守られているが、イスラエルへの移住によって無人のシナゴーグ () も多く出てきている。

## 語源
- ヘブライ語ではケネス[3]といい「集会」を意味する。
- 派生語に「キリスト教会」「キリスト教の教会堂」を意味するクネシヤ[4]とイスラエル国会の名称であるハ・クネセト[5]がある。
- アラビア語でシナゴーグ、教会を意味する単語はこれらのヘブライ語単語と語根を同じくする。

## シナゴーグ及び遺跡の一覧
| 国             | 都市                 | シナゴーグ                                               | 備考 |
| -------------- | -------------------- | -------------------------------------------------------- | --- |
| イラン         | テヘラン             | ユーセフ・アバド・シナゴーグ                             | モハンマド・ハタミ大統領も訪れたことがある、首都テヘランでも最も大きいシナゴーグのひとつ                                                                            |
| レバノン       | シドン               | シドン・シナゴーグ                                       | 第二神殿時代に礎を遡る。内戦以来荒廃していたが、2014年にネトレイ・カルタのラビたちにより礼拝が執り行われた。                                                        |
| レバノン       | シドン               | カツェリーン                                             | （名称不明） |
| レバノン       | シドン               | バニヤス                                                 | （名称不明） |
| イギリス       | ロンドン             | ロンドン・ミルヒル ミルヒル・シナゴーグ                  | |
| イギリス       | リヴァプール         | プリンス・ロード・シナゴーグ                             | |
| スペイン       | コルドバ             | トレド サンタ・マリア・ラ・ブランカ教会                  | 元シナゴーグ。1406年、キリスト教会に転用。 |
| スペイン       | コルドバ             | トランシト・ユダヤ教会                                   | 14世紀、ムデハル様式。キリスト教教会への転用後、現在は国定建築物。                                                                                                  |
| ポルトガル     | トマール・シナゴーグ | トマール・シナゴーグ                                     | 元シナゴーグ。マヌエル1世によるユダヤ教徒とイスラム教徒の追放後、刑務所などへ転用された。                                                                           |

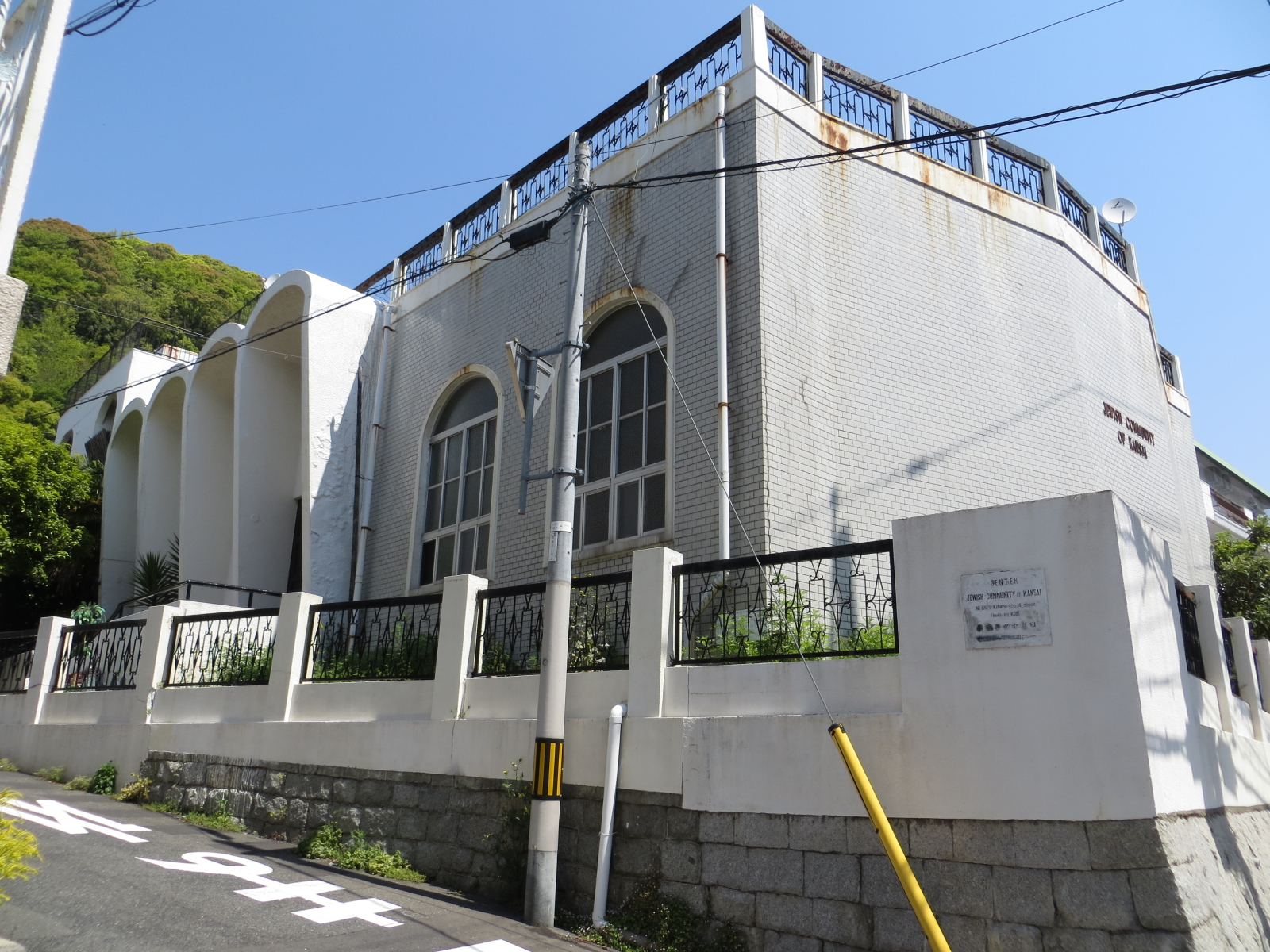
神戸北野

| フランス       | ボルドー             | ボルドー・シナゴーグ                                     | |
| フランス       | パリ                 | ギマール・シナゴーグ                                     | マレ地区。エクトール・ギマール設計。アール・ヌーヴォー様式。 |
| ベルギー       | ブリュッセル         | ジョゼフ・デュポン通りシナゴーグ                         | |
| オランダ       | アムステルダム       | ポルトガル系イスラエル人信徒教会「タルムード・トーラー」 | |
| オランダ       | ハーグ               | エルビュルフ                                             | |
| ドイツ         | ベルリン             | 新シナゴーグ                                             | |
| ドイツ         | エッセン             | 旧シナゴーグ                                             | |
| ドイツ         | マクデブルク         | 旧シナゴーグ・マクデブルク                               | |
| ドイツ         | ゲルリッツ           | ゲルリッツ・シナゴーグ                                   | |
| スウェーデン   | マルメ               | （名称不明）                                             | |
| チェコ         | オストラヴァ         | オストラヴァ・フラヴニ・シナゴーグ                       | |
| チェコ         | オパヴァ             | クルノフ・シナゴーグ                                     | |
| チェコ         | オパヴァ             | イェーゲルンドルフ神殿                                   | |
| チェコ         | プラハ               | ピンカス・シナゴーグ                                     | |
| チェコ         | プラハ               | クラウス・シナゴーグ                                     | |
| チェコ         | プラハ               | 儀式の家                                                 | |
| チェコ         | プラハ               | 旧新シナゴーグ                                           | 世界遺産。現存し、現在も使用されているヨーロッパ最古のシナゴーグ。名称はテオドール・ヘルツルの小説『古くて新しい国』を思わせる。                                    |
| チェコ         | プラハ               | 高いシナゴーグ                                           | |
| チェコ         | プラハ               | スペイン・シナゴーグ                                     | |
| チェコ         | プラハ               | マイゼル・シナゴーグ                                     | |
| チェコ         | プルゼニ             | 大シナゴーグ                                             | |
| チェコ         | クロムニェジーシュ   | （名称不明）                                             | |
| チェコ         | ホレショフ           | （名称不明）                                             | |
| チェコ         | トシェビーチ         | （名称不明）                                             | 世界遺産 |
| チェコ         | オロモウツ           | （名称不明）                                             | |
| オーストリア   | ウィーン             | 市民神殿                                                 | |
| オーストリア   | アイゼンシュタット   | （名称不明）                                             | ラビのザムゾン・ヴェルトハイマーが住んだ施設の中の小さな部屋にある。大きくはないが重要なコミュニティー。オーストリア・ユダヤ博物館                                  |
| ハンガリー     | ブダペスト           | ドハーニ通りシナゴーグ                                   | |
| ハンガリー     | ブダペスト           | 大シナゴーグ                                             | 改革派。壮麗なヨーロッパ最大のシナゴーグ。 |
| ハンガリー     | ルンバッハ           | （名称不明）                                             | |
| ハンガリー     | ケーバーニャ         | カジンツィ通りシナゴーグ                                 | |
| ハンガリー     | ケーバーニャ         | 英雄神殿                                                 | |
| ハンガリー     | オーブダ             | （名称不明）                                             | |
| ハンガリー     | セゲド               | （名称不明）                                             | |
| ハンガリー     | カロチャ             | （名称不明）                                             | |
| ハンガリー     | ソルノク             | （名称不明）                                             | |
| ハンガリー     | バヤ                 | （名称不明）                                             | |
| ハンガリー     | ミシュコルツ         | ミシュコルツ・シナゴーグ                                 | |
| ハンガリー     | ミシュコルツ         | エゲル                                                   | ナチスによる破壊のため現在「新神殿」は無い。 |
| ハンガリー     | ショプロン           | （名称不明）                                             | |
| イタリア       | ローマ               | 大神殿（大シナゴーグ）                                   | |
| セルビア       | ノヴィ・サド         | ノヴォサド・シナゴーグ                                   | |
| ギリシャ       | サロニカ             | モナスティル・シナゴーグ                                 | モナスティル（ビトラ）のユダヤ人が建設 |
| アメリカ合衆国 | ニューヨーク         | ビアリストーカー・シナゴーグ                             | |
| アメリカ合衆国 | ニューヨーク         | セントラル・シナゴーグ                                   | |
| アメリカ合衆国 | ニューヨーク         | スペイン・ポルトガル・シナゴーグ                         | |
| アメリカ合衆国 | ニューヨーク         | 市民センター・シナゴーグ                                 | |
| アメリカ合衆国 | ニューヨーク         | ハボニーム信徒教会                                       | |
| アメリカ合衆国 | ニューヨーク         | エマヌ・エル神殿米国最大のシナゴーグ                     | |
| アメリカ合衆国 | フィラデルフィア     | アハバス・イスラエル・シナゴーグ                         | ルイス・I・カーン設計 |
| アメリカ合衆国 | エルキンズ・パーク   | ベス・ショーロム・シナゴーグ                             | 1959年にフランク・ロイド・ライトが設計) |
| アメリカ合衆国 | チャールストン       | ベス・エロヒーム                                         | 永続的に使用されているものとしてはアメリカ最古 |
| アメリカ合衆国 | ニューポート         | トォーロ・シナゴーグ                                     | |
| カナダ         | オタワ               | （名称不明）                                             | |
| イスラエル     | エルサレム           | 4つのセファルディムシナゴーグ                            | 旧市街にある、イベリア半島を追放されたユダヤ教徒の子孫であるセファルディムが、イスラエル人がやってくる遥か昔から祈りの場としてきたシナゴーグ群                      |
| イスラエル     | エルサレム           | エルサレム大シナゴーグ                                   | 世界最大のシナゴーグ。エルサレムのシナゴーグの総本山とされる。 |
| イスラエル     | エルサレム           | フルバとラムバン・シナゴーグ                             | |
| イスラエル     | エルサレム           | エハル・シュロモ                                         | |
| イスラエル     | エルサレム           | メア・シェアリーム                                       | |
| イスラエル     | エルサレム           | ヘフツィバー（キブツ）                                   | |
| イスラエル     | エルサレム           | ベト・アルファ・シナゴーグ                               | |
| イスラエル     | ハイファ             | エリヤの洞窟                                             | |
| イスラエル     | ハイファ             | クファール・バルアム                                     | |
| イスラエル     | ハイファ             | グシュ・ハラブ                                           | |
| イスラエル     | ハイファ             | エリフェレト                                             | |
| イスラエル     | ハイファ             | メロン                                                   | |
| イスラエル     | サフェド             | アブハヴ・シナゴーグ                                     | アルハンブラ勅令によりスペインを追われ、パレスチナにたどり着いたカバラ主義者のラビが建てたシナゴーグ                                                                |
| イスラエル     | サフェド             | アリー・アシュケナジー・シナゴーグ                       | オスマン帝国領ギリシャから同パレスチナに16世紀に移住したセファルディムの建てたシナゴーグ                                                                            |
| イスラエル     | ティベリア           | ティベリアのシナゴーグ                                   | オスマン時代の統治者ザーヒル・ウマルに招かれたラビの建てたシナゴーグなどが残る                                                                                      |
| イスラエル     | シェファー・アムル   | シュファルアム・シナゴーグ                               | 17世紀に建てられ、18世紀の半ば、ガリラヤの統治者ザーヒル・ウマルの庇護下に修繕された。                                                                              |
| イスラエル     | コラジム             | （名称不明）                                             | |
| イスラエル     | カペルナウム         | （名称不明）                                             | |
| イスラエル     | シェファルアム       | （名称不明）                                             | |
| イスラエル     | カフル・カンナ       | （名称不明）                                             | |
| イスラエル     | イスフィヤー         | （名称不明）                                             | |
| イスラエル     | ニリム               | （名称不明）                                             | |
| イスラエル     | ガザ                 | （名称不明）                                             | |
| イスラエル     | ナブルス             | （サマリア人のシナゴーグ）                               | |
| イスラエル     | ナブルス             | （サマリア人の神殿）                                     | |
| イスラエル     | ヘブロン             | マクペラの洞窟                                           | |
| イスラエル     | エリコ               | 古代シナゴーグ                                           | 遺跡 |
| トルコ         | サルト               | （名称不明）                                             | |
| トルコ         | イスタンブール       | ネウェー・シャーローム・シナゴーグ                       | 3度にわたってパレスチナ問題と反ユダヤ主義とのリンキングを謀る国内外のテログループによる自爆テロに遭い、多数のイスラム教徒と数名のユダヤ教徒のトルコ人が亡くなった。 |
| リビア         | シャハト             | キュレネー（キュレネ、キレネ）                           | |
| チュニジア     | ジェルバ島           | エル・グリーバ・シナゴーグ                               | 現存する最古のシナゴーグ。2002年4月11日、パレスチナ問題とのリンキングを謀るイスラム過激派によるテロに遭った。                                                       |
| シリア         | ダマスカス           | ドゥラ・エウローポス・シナゴーグ                         | |
| インド         | コーチン             | （名称不明）                                             | |
| インド         | ボンベイ             | （名称不明）                                             | |
| インド         | ケララ               | （名称不明）                                             | |
| 中国           | 開封市               | （名称不明）                                             | |
| 中国           | 天津市               | （名称不明）                                             | |
| 日本           | 東京都渋谷区         | 日本ユダヤ教団シナゴーグ                                 | 2009年に86席の固定席を備えるシナゴーグを包含した「ユダヤ コミュニティーセンター」として新築された。                                                                 |
| 日本           | 神奈川県横浜市       | （名称不明）                                             | |
| 日本           | 京都府京都市         | ハバッドハウス京都                                       | 平安神宮の近くに所在。2016年設立。 |
| 日本           | 兵庫県神戸市         | 関西ユダヤ教団シナゴーグ                                 | 1912年設立。 |

- 神戸北野